# Grupo Estação
O Grupo Estação é uma empresa brasileira que atua no ramo de exibição cinematográfica. Sediada na cidade do Rio de Janeiro, é o maior exibidor brasileiro do circuito independente ou alternativo (também chamado de cinema de arte ou "cinema de culto"). Atua exclusivamente na capital carioca e seu parque exibidor é formado por quatro complexos e quinze salas, média de 3,75 salas de cinema por complexo. Suas 2 058 poltronas perfazem uma média de 137,20 assentos por sala. O grupo já atuou também no ramo de distribuição cinematográfica, através da empresa Filmes do Estação.

## História

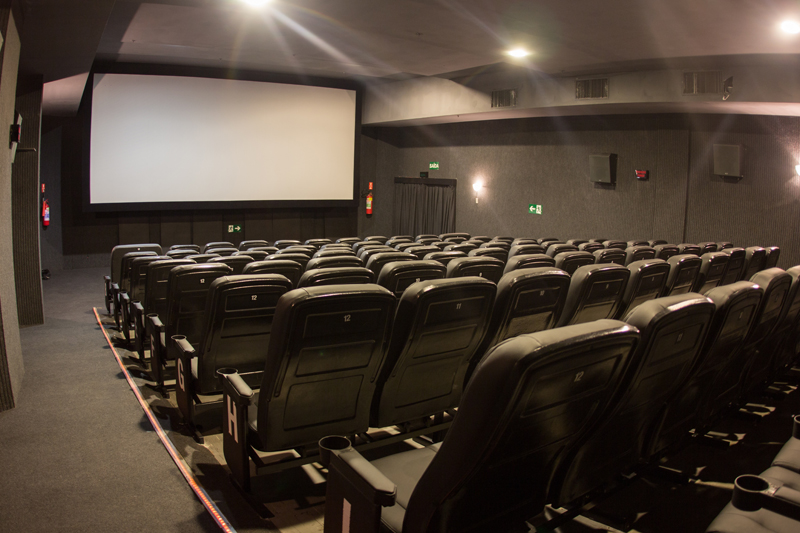
Vista do interior da sala do antigo complexo Estação NET Barra Point

A história da empresa teve início em agosto de 1985, quando foi inaugurado o Cineclube Estação Botafogo, com a exibição do filme Eu sei que vou te amar, do cineasta Arnaldo Jabor. Foi um dos primeiros patrocínios do extinto Banco Nacional na área cinematográfica, que depois evoluíram para o Espaço Banco Nacional de Cinema, gérmen do atual Espaço Itaú de Cinema.
Este primeira cinema foi aberto no número 88 da rua Voluntários da Pátria, bairro de Botafogo, e ocupou as instalações do antigo Cine Coper, que pertencera ao Grupo Severiano Ribeiro - atualmente este espaço detém três salas e é nominado Estação NET Botafogo. Tomaram parte na sua criação um seleto grupo de cineclubistas dos anos 80 que, de tão idealistas, se autodenominavam "Exército de Brancaleone", em referência ao filme italiano do diretor Mario Monicelli. Fizeram parte desta trupe de sócio-fundadores, entre vários outros, Adriana Rattes, Adhemar Oliveira, futuro proprietário do Circuito Cinearte/Espaço de Cinema e responsável pelo Espaço Itaú  de Cinema; Marcelo Mendes e a jornalista Ilda Santiago,, hoje uma das diretoras do Festival do Rio e Nelson Krumholz.

### A origem do nome
Quando da instalação do primeiro complexo, diversos nomes foram sugeridos: Cineclube Pau-Brasil; Cineclube Mico Leão Dourado, em referência àquele animal em extinção, sendo que tais momes foram desencorajados pelo patrocinador. Acabou prevalecendo Estação, em referência à estação do metrô que havia sido inaugurada recentemente e ficava próximo ao cinema.
Quando ainda era uma novidade no meio cinematográfico carioca, a nomenclatura adotada gerou uma pequena confusão, pois "havia gente que ligava para perguntar se ficávamos dentro do metrô", narra Marcelo França Mendes. Em uma das primeiras logomarcas da empresa, era mesmo possível ver a efígie de uma composição ferroviária.

### Expansão da rede

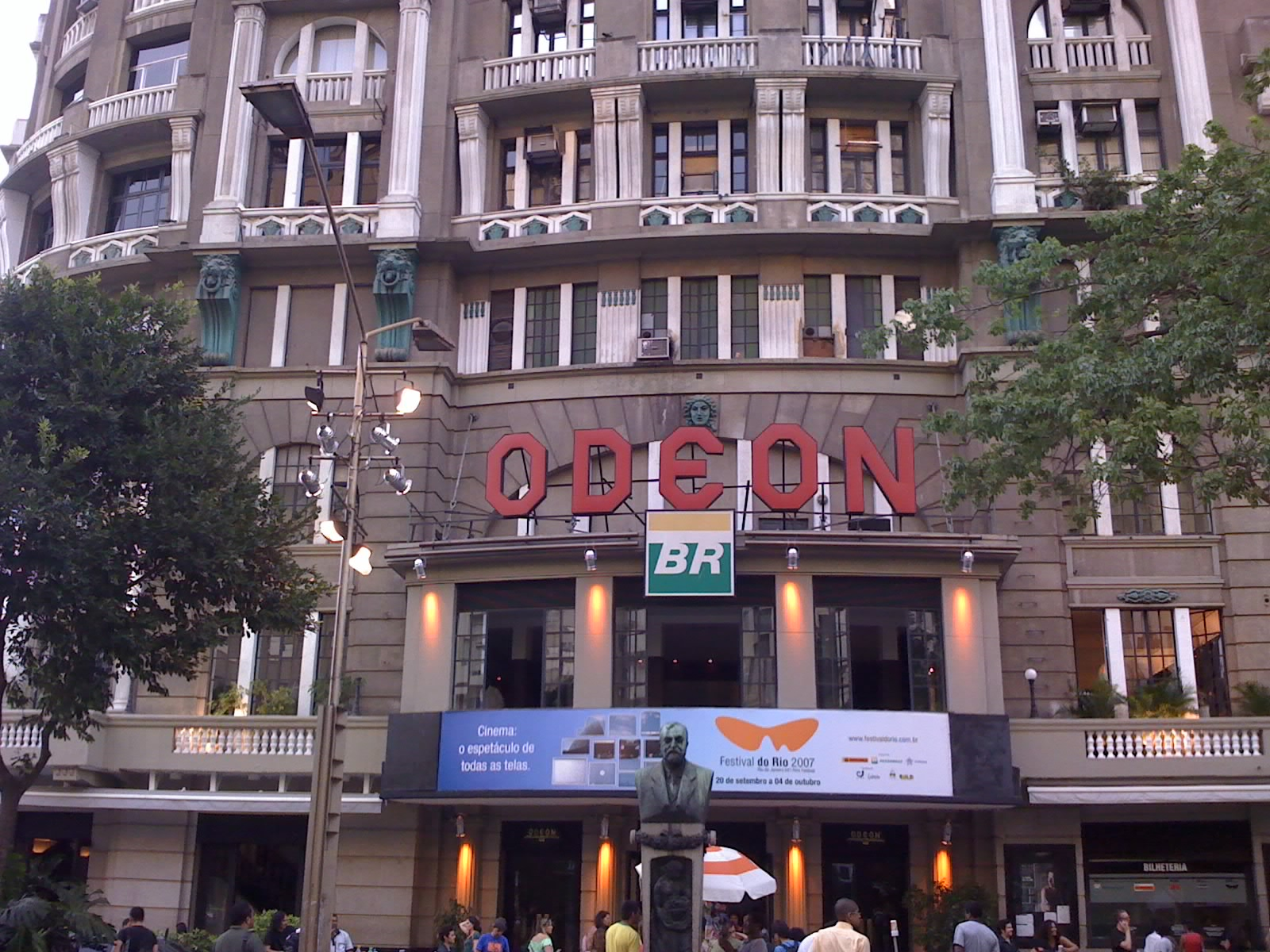
Cine Odeon: palco de realização do Festival do Rio

Nos anos que se seguiram, a expansão foi notável. O Rio de Janeiro ganhou um cinema no Paço Imperial, o antigo Cine Paissandu, fundado em dezembro de 1960 foi arrendado em 1990 e mais salas foram abertas: Estação Novo Jóia, Cine Odeon, única sala de exibição sob patrocínio direto da Petrobrás; Estação Laura Alvim, Estação Ipanema, Estação Leblon e até o Estação Espaço Unibanco, entre várias outras. Através de uma parceria firmada com o Grupo Alvorada, o Grupo Estação pode adentar em território paulistano no início dos anos 2000, assumindo a administração do Cine Studio Alvorada, situado no interior do shopping Conjunto Nacional, do Top Cine, instalado no interior do Shopping Top Center da Avenida Paulista e das seis salas do Cine Belas Artes, antes deste ser patrocinado pelo Banco HSBC, sob gestão do cineasta André Sturm. Àquela época, Adhemar Oliveira já havia deixado a empresa e formada a sua própria rede de cinemas, seja em associação com o antigo Unibanco (Espaço Unibanco de Cinema) ou de forma independente, pelo Cinespaço.
O último grande investimento da empresa foi o complexo de cinco salas aberto no Shopping da Gávea, no Rio, aberto em dezembro de 2007. 

### A crise
Foram muitas as razões pelas quais a rede entrou em crise, a partir de 2006. As obras do cinema no Shopping da Gávea, que fora patrocinado pela empresa de telefonia Vivo foram orçadas R$ 6 millhões e terminaram por custar R$ 10 milhões, além de sofrerem um atraso de um ano e meio, impactando na receita a ser auferida na bilheteria. Alguns investimentos não prosperaram, como a tentativa de abrir uma filial na Rua Nelson Mandela, do Bairro de Botafogo, que teria financiamento do BNDES e ajudou a exaurir os recursos da rede. As dividas foram se acumulando até atingir o patamar de R$ 43 milhões, além de R$ 12 milhões em impostos, deixando em estado de alerta não só os seus administradores a como a comunidade cinéfila carioca, que se mobilizou para granjear apoio e patrocínio para o grupo exibidor.
Foi um acordo com os credores ocorrido em novembro de 2014, que garantiu o perdão de 75% das dívidas, mas o patrocínio da empresa de telecomunicações NET que garantiram a sobrevida da empresa. Já os impostos devidos foram parcelados e estarão o sendo pagos pelo Programa de Recuperação Fiscal, o Refis. Como consequência, os cinemas passaram a levar a marca NET, mas dois cinemas foram fechados ou devolvidos aos seus proprietários: o Cine Odeon, que voltou para o Grupo Severiano Ribeiro, e as salas de cinema localizadas no Centro Cultural Laura Alvim, do bairro de Ipanema, que passariam a ser geridas pela empresa exibidora Cinemastar.
Em maio de 2015 a empresa exibiria sinais de recuperação ao reabrir o complexo Estação NET Botafogo, com duas novas telas, passando a dispor de um total de cinco salas de exibição.

## Festival do Rio
O Grupo Estação e seus diretores são responsáveis pelo Festival Rio, maior festival brasileiro de cinema de caráter internacional,
incluindo mostra competitiva. 

## Público
Abaixo a tabela de público e sua evolução de 2006 a 2019, considerando o somatório de todas as suas salas a cada ano. A variação mencionada se refere à comparação com os números do ano imediatamente anterior. No período avaliado, constata-se um decréscimo de -4,39 nos frequentadores da rede. 
Os dados de 2008 até 2013 foram extraídos do banco de dados Box Office do portal de cinema Filme B , sendo que os números de 2014 à 2015 têm como origem o Database Brasil. Já os dados de 2018 em diante procedem do relatório "Informe Anual Distribuição em Salas Detalhado", do Observatório Brasileiro do Cinema e do Audiovisual (OCA) da ANCINE.
| Ano  | Público total | Ranking no país | Market Share | Variação |
| ---- | ------------- | --------------- | ------------ | -------- |
| 2008 | 902 491       | 16º             | 1,05%        | ano-base |
| 2009 | 1 088 874     | 19º             | 0,96%        | 20,65%   |
| 2010 | 1 146 177     | 19º             | 0,85%        | 5,26%    |
| 2011 | 1 048 971     | 22º             | 0,74%        | 8,48%    |
| 2012 | 1 059 467     | 23º             | 0,71%        | 1,00%    |
| 2013 | 1 003 854     | 23º             | 0,66%        | 5,25%    |
| 2014 | 835 933       | 23º             | 0,53%        | 16,73%   |
| 2015 | 861 225       | 24º             | 0,50%        | 3,03%    |
| 2016 | 863 225       | 24º             | 0,50%        | 3,03%    |
| 2017 | 808 309       | 26º             | 0,45%        | 6,32%    |
| 2018 | 694 138       | 26º             | 0,43%        | 14,12%   |
| 2019 | 702 936       | 28º             | 0,40%        | 1,27%    |